# Ruby Hunter
Ruby Hunter (* 1955 bei Murray Bridge; † 17. Februar 2010 in Victoria) war eine australische Sängerin.

## Leben
Hunter gehörte den Ngarrindjeri, einem Stamm der Aborigines, an. Im Alter von 16 Jahren traf sie auf ihren späteren Lebenspartner, den Songwriter Archie Roach. Beide arbeiteten fortan auch musikalisch zusammen.
Hunter war 1994 die erste Aborigines-Musikerin, die einen Plattenvertrag bei einem Major-Label erhielt. Zwei ihrer Alben, Thoughts Within und Feeling Good, waren für den ARIA Award nominiert. Im Jahr 2000 wurde sie mit dem The Deadlys Award als bester weiblicher Künstler des Jahres ausgezeichnet.
Hunter erlag den Folgen eines Herzinfarkts.

## Diskografie
- 1989: Koorie
- 1994: Thoughts Within
- 2000: Feeling Good

## Filmografie
- 1988: Ein Schrei in der Dunkelheit
- 1995: Correlli
- 2001: One Night the Moon